# Die Spionin von Tokio
Die Spionin von Tokio ist ein US-amerikanisch-japanischer Agentenfilm aus dem Jahr 1951 von den Brüdern Dorrell und Stuart E. McGowan.

## Handlung
Der Nachrichtendienst-Offizier Jim Carter, die Osteuropäerin Steffi Novak und der Kabinettsminister Matsuto stehen zusammen an einer Straßenecke in Tokio, als in der Nähe eine Bombe explodiert. Jim erinnert sich an die Ereignisse der letzten zwei Wochen, die zu dem Bombenanschlag führen.
Jim wurde vom Nachrichtendienst nach Tokio abkommandiert. Man informiert ihn, dass er sich als Reporter ausgeben soll, um Informationen über kommunistische Aktivitäten zu erhalten. Dazu soll er seine alte Freundschaft mit seinem Kommilitonen Taro Matsuto, den Sohn des Ministers, aufleben lassen, der ein Sympathisant der Kommunisten ist. Im Tokioter Korrespondentenclub lernt Jim Steffi Novak kennen, die sich bereit erklärt, ihn bei seinen Recherchen zu unterstützen. Steffi begleitet ihn mit dem Taxifahrer Joe, einem Agenten, bei einer Fahrt durch das Nachtleben der Stadt. Joe fährt Steffi und Jim zu einem Nachtclub, den Taro immer wieder besucht. Jim stellt sich betrunken und beginnt, ein Lied seiner alten Universität zu singen, was Taros Aufmerksamkeit erregt. Doch als er Jim entdeckt, flüchtet er.
In Steffis Appartement bemerkt Jim eine Fotografie einer jungen Frau in Nordkorea. Steffi erklärt, dass die Frau ihre Schwester Christine sei. Heimlich lässt Jim Joe das Foto kopieren, damit Informationen über Christine beschafft werden können. Am nächsten Tag sucht Jim Matsudo auf. Der Minister erklärt ihm, dass Taro im Krieg zum Kamikazepiloten ausgebildet wurde. Die Kapitulation Japans komme Taro wie ein Betrug vor, der sich von seiner Verlobten Namiko trennte und sich den Kommunisten anschloss. Zurück im Korrespondentenclub erhält Jim ein Telegramm, das ihn zu einem Festival in Enoshima dirigiert. Jim kann einen Verfolger abschütteln und erreicht das Festival. Dort trifft er auf Taro, der ihn warnt, mit seiner Recherche fortzufahren. In seinem Hotelzimmer wird Jim später von einigen Japanern niedergeschlagen, die Taros Warnung wiederholen. Jim kann seine Vorgesetzten informieren, dass die Japaner mit der Hilfe von Russen in sein Zimmer eindringen konnten, die ihr Quartier direkt neben dem Club haben. Er berichtet auch über Taros Gefühlskälte, als er ihm gegenüber Namiko erwähnte.
Steffi arrangiert für Jim ein Abendessen mit dem Geschäftsmann Oyama. Während des Essens erhält Jim einen Anruf von einem Inspektor Tabuchi, der ihn auffordert, dem Nachrichtendienst Bericht zu erstatten. Joe warnt Jim, dass Oyama ihn vergiften werde, wenn er dessen Fragen nicht korrekt beantwortet. Wieder am Tisch erklärt Jim Oyama, man habe ihn fälschlicherweise für einen Agenten gehalten. Er gibt sich weiterhin als Reporter aus und übersteht das Abendessen. Am nächsten Morgen erhält er eine Nachricht, die ihn darauf hinweist, dass Namiko als Schauspielerin am Imperial Theatre engagiert ist. Namiko gesteht, Taro immer noch zu lieben und bietet Jim ihre Hilfe an. Als sie das Theater verlässt, wird sie entführt. Von der Polizei verfolgt werfen die Entführer die Frau aus dem Auto und entkommen.
Taro besucht Namiko heimlich im Krankenhaus. Er weigert sich Jims und Namikos Angaben zu glauben, dass die Täter Taros Kameraden waren. Jim folgert, dass das Schreiben von Steffi verfasst wurde. In ihrem Appartement konfrontiert er sie mit einer Nachricht, dass ihre Schwester vor sechs Monaten in Nordkorea ermordet wurde. Steffi gesteht, Oyama zu helfen, der die kommunistische Partei anführt, um Christine aus Nordkorea zu befreien. Oyama hatte ihr seine Hilfe versprochen. Jim kann die rachsüchtige Steffi davon abbringen, Oyama sofort zu konfrontieren. Vielmehr soll sie versuchen, seine Geheimdokumente zu finden. Jedoch wird Steffi beim Durchstöbern von Oyamas Büro entdeckt. Sie schafft es durch ihren Charme, das Büro zu verlassen, kann jedoch ein Treffen Oyamas mit Taro belauschen. Oyama beauftragt Taro, einen Streik zu beginnen, der die Japaner vom Koreakrieg ablenken soll. Steffi kann das Gehörte an Jim und Matsuto weiterleiten.
Taro versucht am Abend, einige Eisenbahnarbeiter aufzuhetzen, doch sein Vater hält kurz darauf eine Rede, die die Arbeiter gegen Taro aufstachelt. Taro ergreift die Flucht und überdenkt sein Handeln, während er durch die Dunkelheit stolpert. Am Morgen erreicht er das Krankenhaus und besucht Namiko, die er um Verzeihung bittet. Zu seinem Entsetzen erkennt Taro, dass seine Freundin verstorben ist. Seine Kameraden bringen ihn zu Oyamas Büro, der ihm mitteilt, dass Jim, Steffi und sein Vater mittels getürkter Nachrichten zu einem Treffen mit Taro an einer Straßenecke gebeten wurden. Eine Bombe wurde in unmittelbarer Nähe platziert und ein Bekennerschreiben von Taro aufgesetzt. Taro ergreift das Schreiben und stürzt sich aus dem Bürofenster in den Tod. Der Aufruhr des Selbstmordes lässt Jim, Steffi und Matsuto zum Ort des Geschehens eilen. Sekunden später explodiert die Bombe in dem Gebäude, neben dem sie kurz vorher noch standen. Taros Opfer hat ihnen somit das Leben gerettet. Oyama wird beim Versuch, seine Geheimdokumente an Jim zu verkaufen, von einem seiner Handlanger erstochen.

## Hintergrund
Gedreht wurde der Film vom 5. August bis Mitte September 1950. Er ist der erste US-Film, der komplett in Japan gedreht wurde.
Produzent George Breakston konnte auch japanische Geldgeber finden. So steuerte die Gesellschaft Tonichi Kogio, dessen Direktor Ikuzo Suzuki auch an der Tageszeitung Mainichi Shimbun beteiligt war, 100.000 Dollar bei (2023: ca. 1,2 Millionen Dollar). Zu den US-amerikanischen Finanziers gehörte der Rechtsanwalt Melvin Belli, der dafür als ausführender Produzent (Executive Producer) genannt wurde. Insgesamt kostete der Film 700.00 Dollar (2023: ca. 8,3 Millionen Dollar).
Produzent Breakston, der zur Zeit der Dreharbeiten in Japan lebte, stellte sicher, dass die japanischen Behörden Drehgenehmigungen erteilten.
Kurz nach Beginn der Dreharbeiten kamen Proteste gegen den Film auf, die linken Kreisen zugeschrieben wurden. Japanische Kommunisten drohten den Produzenten, die in der Tschechoslowakei geborene Hauptdarstellerin Florence Marly dazu aufzufordern, nicht in dem Film aufzutreten. Die Produzenten entschieden sich, Marly nichts davon zu sagen, bis sie in die USA zurückgekehrt ist.
Bei einer Szene vor dem Tokioter Korrespondentenclub kam es zu einem Zwischenfall, als ein japanischer Kommunist eine öffentliche Rede gegen den Film hielt. Aus Sorge vor weiteren Zwischenfällen wurde zusätzlicher Polizeischutz angefordert. Weitere Protestaktionen der Kommunisten blieben jedoch aus.
Der im Film gespielte Song Oyedo Boogie wurde von Yasuo Shimizu und Shizuo Yoshikawa komponiert.

## Veröffentlichung
Die Premiere des Films fand am 26. Januar 1951 in Japan statt. Die US-Premiere erfolgte am 31. Mai 1951 in New York. In der Bundesrepublik Deutschland kam er am 9. Mai 1952 in die Kinos.

## Kritiken
Das Lexikon des internationalen Films schrieb: „Wenig überzeugender antikommunistischer Reißer.“
Der Kritiker der The New York Times  stellte die Frage, warum die lange Reise nach Japan überhaupt gemacht wurde. Das ungeschickte Melodram sei eine Erfindung auf dem Niveau eines Comic-Strips. Weder die Dialoge mit ihren vagen ideologischen Bezügen noch die verkrampften und einfallslosen Darsteller verleihen der schlaffen Fiktion Substanz.